# Emily Rosa
Emily Rosa (6 de fevereiro de 1987, Loveland, Colorado, Estados Unidos) é a pessoa mais jovem que publicou uma pesquisa em uma revista científica médica com  revisão pelos pares. Aos nove anos de idade Rosa concebeu e executou um estudo científico sobre o toque terapêutico, publicado no Journal of the American Medical Association (JAMA) em 1998. Ela se graduou em psicologia na Universidade do Colorado, Denver, em 2009. Seus pais,  Larry Sarner e Linda Rosa, são líderes do grupo ativista  Advocates for Children in Therapy.

## O estudo do toque terapêutico
Em 1996, Rosa assistiu um  vídeo em que praticantes do Toque Terapêutico (TT) alegavam poder sentir um "Campo Energético Humano" (CEH) emanando de um corpo humano e que podiam usar suas mãos para manipular o CEH para diagnosticar e tratar doenças. Ela viu Dolores Krieger, coinventora do Toque Terapêutico, afirmar que todos tinham a capacidade de sentir o CEH. Ela ouviu também outras enfermeiras dizerem que sentiam o CHE  "morno e gelatinoso" e "com textura de tafetá". Rosa ficou impressionada com as habilidades dessas enfermeiras. Ela disse: "Eu queria ver se  realmente podiam sentir alguma coisa."
Usando um anteparo de papelão com aberturas na base, Rosa elaborou um protocolo simples-cego, descrito como "simples e elegante" por outros cientistas. Ela  realizou a pesquisa aos nove anos de idade para a feira de ciências de sua 4ª série. O teste ocorreu em duas fases. Em 1996 15 praticantes foram testados em suas casas ou consultórios em diferentes dias ao longo de vários meses. Em 1997, 13 praticantes, incluindo 7 da primeira série, foram testados em um único dia. A segunda série foi observada e filmada pelos produtores do programa Scientific American Frontiers. O médico Stephen Barrett do Quackwatch foi o autor coordenador, sua mãe (Linda Rosa, enfermeira) foi a autora principal e seu padrasto (Larry Sarner) foi o estatístico do artigo relatando o experimento que foi submetido ao Journal of the American Medical Association (JAMA).  O estudo, que incluiu uma extensa revisão bibliográfica, foi publicado em 1º de abril 1998.   George Lundberg, editor do JAMA, ciente da situação singular e única, disse que:  "Idade não é importante. A boa ciência é o que é importante, e isto é boa ciência".
O estudo testou a capacidade de 21 praticantes de TT para detectar a CEH quando eles não estavam olhando.   Rosa solicitou que  cada praticante se sentasse em uma mesa e colocasse suas mãos através das aberturas feitas na placa de papelão.  Do outro lado da placa, Rosa aleatoriamente selecionava para qual das mãos do praticante ela deveria sobrepor a sua própria mão. Aos praticantes ela perguntava qual de suas mãos detectou o CFH. Eles fizeram dez tentativas, mas acertaram a localização da mão de Emily em apenas a média esperada de 4,4. Alguns participantes, antes do teste, examinaram as mãos de Emily e pediu-se que escolhessem qual das mãos eles achavam que produzia o CFH mais forte.  Rosa então usou aquela mão durante o experimento, mas os participantes não apresentaram melhoras nas performances. Os resultados mostraram que os praticantes do TT não foram capazes de detectar a mão mais vezes que o previsto pelo acaso e Rosa et al. portanto concluíram que não existe suporte empírico para o CFH e, por extensão, nem ao  toque terapêutico:
| “ | Até onde temos conhecimento, nenhum outro estudo objetivo e quantitativo, envolvendo mais do que alguns praticantes de TT foi publicado, e nenhum estudo bem projetado demonstra qualquer benefício do TT para a saúde. Estes fatos, juntamente com os nossos achados experimentais, sugerem que as alegações dos praticantes do TT são infundadas e que o uso do TT por profissionais de saúde é injustificado. | ” |

### Reações
A publicação do experimento de Rosa no JAMA foi uma sensação na mídia internacional. Em um artigo no The New York Times, Rosa foi comparada com a criança do conto "A roupa nova do imperador". O artigo informou que os pais de Rosa a ajudaram no projeto. Sua mãe, Linda Rosa, é uma enfermeira registrada que tinha feito campanhas contra o TT por quase uma década. Larry Sarner, seu pai, diretor do National Therapeutic Touch Study Group, uma organização contrária ao TT.
David J Hufford, alegou que o estudo apresentava problemas éticos. Os autores  contaram com a cooperação dos praticantes de TT apresentando o estudo como apenas um "projeto de feira de ciências da quarta série." Hufford afirmou que houve falha na divulgação e revelação dos enganos cometidos pelo praticantes testados. A análise de Hufford não reconheceu que a primeira série de testes era apenas um trabalho de quarta série sem intenções de publicação futura. A publicação foi sugerida por Stephen Barrett alguns meses depois, após ele ter sido informado da realização do estudo. A segunda série de testes foi realizada por solicitação do programa Scientific American Frontiers, com os participantes cientes de que estavam sendo filmados. Nenhum experimento posterior foi feito para questionar a validade das descobertas de Emily.

## Prêmios
- 1998: "Skeptic of the Year". Prêmio James Randi concedido pela Skeptics Society.[carece de fontes?]
- 1998: Prêmio de US $1000 da James Randi Educational Foundation.[carece de fontes?]
- 1999: Reconhecimento pelo Guinness Book of World Records como a pessoa mais jovem que já publicou um artigo de pesquisa original em uma revista científica ou médica, aos 11 anos de idade sobre o experimento  do TT no Journal of the American Medical Association.[8]
- 2000: Colorado Science and Engineering Fair: Primeiro Lugar em Earth & Space Sciences ("Geodesy: Measuring the Circumference of the Earth with Original Instruments").[9]
- 2003: Aliança Ateia Internacional: Prêmio "The Future of Free Thought".[carece de fontes?]

## Aparições na mídia
- Noticiário das redes ABC, CBS, NBC e PBS; Especiais com John Stossel; BBC, Fox, CNN, MSNBC; Nick News; Brazil Idea; I've Got a Secret; Denver TV; Scientific American Frontiers (3 programas); Discovery Channel (2 programas); ABC rádio e NPR "All Things Considered".[carece de fontes?]
- Apresentação na Cerimônia do Ig Nobel em Harvard, na qual recebeu o prêmio Award in Science Education, na ausência de Dolores Krieger.  Krieger, uma professora de enfermagem e coinventora do toque terapêutico, foi citada "por demonstrar os méritos do toque terapêutico, um método pelo qual enfermeiras manipulam campos de energia de pacientes doentes sendo cuidadosas para evitar o contato físico com os pacientes." Em sua apresentação Rosa agradeceu  Krieger por ter permitido que se passassem duas décadas até que a pesquisa básica sobre TT fosse feita por ela.  No dia seguinte Rosa recebeu um endereço "Ig Nobel" do MIT.[carece de fontes?]
- Stossel, John (October 6, 1998). "The Power of Belief". ABC News.[carece de fontes?]
- "New Age Medicine". Penn & Teller: Bullshit! 2008. Showtime.[carece de fontes?]

## Publicações
- L Rosa, E Rosa, L Sarner, S Barrett, "A Close Look at Therapeutic Touch". Journal of the American Medical Association, April 1, 1998; 279(13):1005–1010.
- "TT and Me," Emily Rosa, Jr. Skeptic, 1998; 6(2):97–99.
- «Emily Rosa, on season 12, episode 10». Scientific American Frontiers. Chedd-Angier Production Company. 2001–2002. Cópia arquivada em 2006

- "How to Make an Alien Autopsy Cake," Emily Rosa e Linda Rosa, Jr. Skeptic, 1999; 7(3):105.
- "Growing Up Godless: How I Survived Amateur Secular Parenting" by Emily Rosa, in Parenting Beyond Belief: On Raising Ethical, Caring Kids Without Religion, Dale McGowan, ed., AMACOM, 2007. ISBN 0-8144-7426-8. (Outros autores incluem Richard Dawkins, Julia Sweeney e Penn Jillette.)